# 迈赫兰·巴霍尔达里
迈赫兰·巴霍尔达里（波斯語：‎，2000年7月26日—），伊朗男子跆拳道运动员，2022年世界跆拳道锦标赛男子80公斤级铜牌得主、2022年亞洲運動會男子80公斤级铜牌得主、2024年夏季奥林匹克运动会男子80公斤级银牌得主。